# 英國鐵路375型電聯車
英國鐵路375型電聯車（英語：British Rail Class 375），由庞巴迪运输公司（前身为Adtranz ）于1999年至2005年建造。隸屬於「電力之星」系列，其中亦包括357型、376型、377型、378型、379型和387型 ，是自英国铁路私有化上後引進數量最多的電聯車。
这些列車构成了東南鐵路公司主线列車的基础。